# Армеро (Колумбия)
Армеро (исп. Armero) — муниципалитет на юго-западе Колумбии в департаменте Толима. Согласно данным Национального департамента статистики Колумбии, в населённом пункте проживало 12 852 жителей по состоянию на 2005 год. Площадь — 2385 км². Мэр муниципалитета — Луис Патрисио Лоньес.

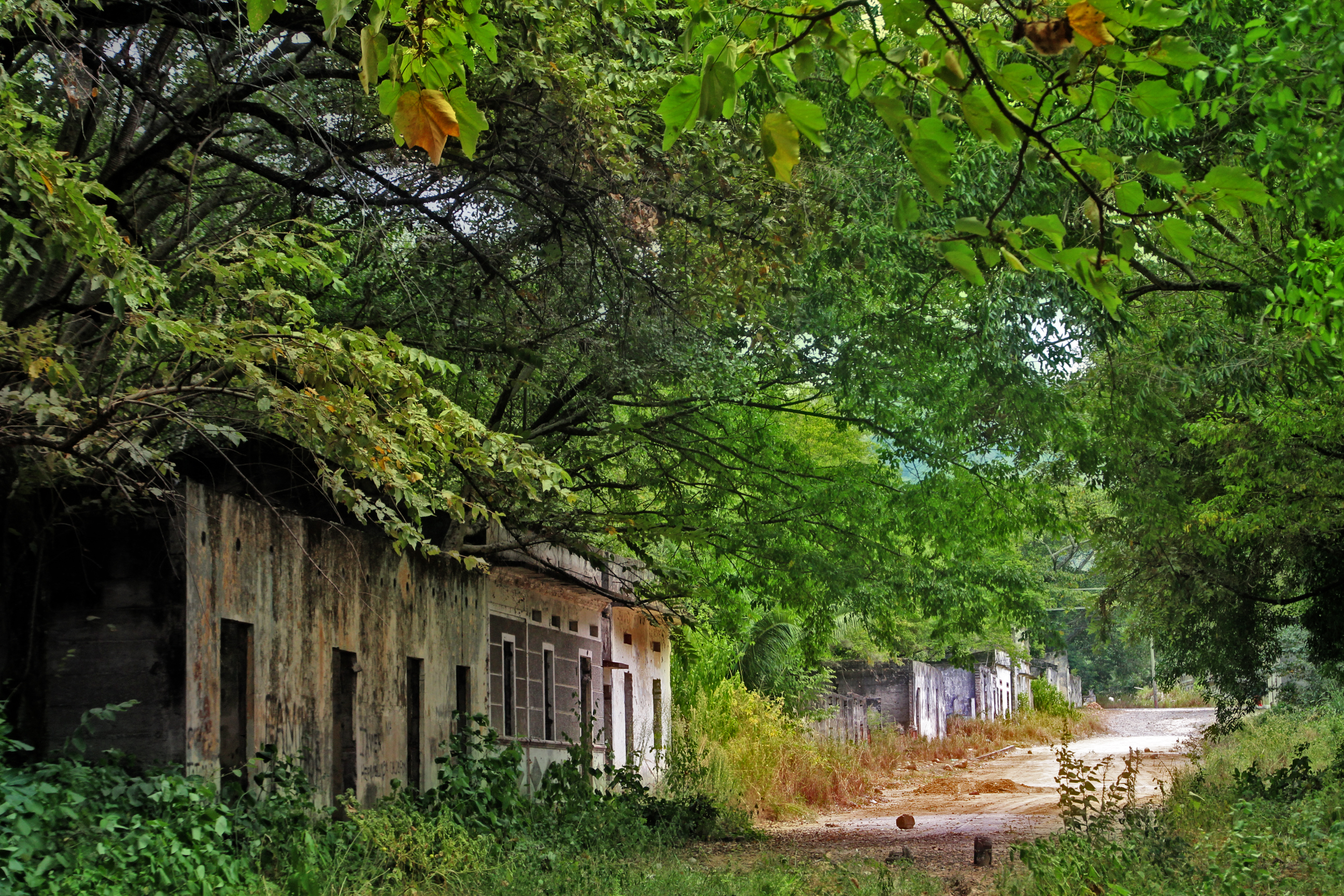
Руины Армеро

Первоначальное название муниципалитета — Сан-Лоренсо. Армеро основан в 1895 году, однако первое время официально не признавался отдельным поселением вплоть до 29 сентября 1908 года. В 1930 году название было изменено на Армеро, в честь святого Хосе Леона Армеро (исп. José León Armero).
До 1985 года Армеро был одним из процветающих сельскохозяйственных центров Колумбии, а также одним из ведущих производителей хлопка, из-за чего его нередко называли «Белым городом».
После извержения вулкана Невадо-дель-Руис город был полностью разрушен; восстановлен только к 1995 году.